# ムアンカン・ユナイテッドFC
ムアンカン・ユナイテッドFC（タイ語: สโมสรฟุตบอลเมืองกาญจน์ ยูไนเต็ด）は、タイ王国カーンチャナブリー県を本拠地としていたサッカークラブ。

## 歴史
2009年にムアンカンFCとして設立。翌年にプロリーグに参戦した。2012年にムアンカン・ユナイテッドFCに改名。

## 本拠地
本拠地はカーンチャナブリー・スタジアム。収容人数は13000人。

## 歴代所属選手
- 長崎健人 2021-2022